# كيم سانج وون
كيم سانج وون (20 فبراير 1992 بكوريا الجنوبية - ) هو لاعب كرة قدم كوري جنوبي في مركز الدفاع. لعب مع جيجو يونايتد.

## وصلات خارجية
- كيم سانج وون على موقع دوري كوريا الجنوبية (الإنجليزية)
- كيم سانج وون على موقع قاعدة بيانات كرة القدم.إي يو (الإنجليزية)
- كيم سانج وون على موقع Soccerway.com (الإنجليزية)